# Гринденко, Татьяна Тихоновна
Татьяна Тихоновна Гринде́нко (род. 29 марта 1946, Харьков) — советская и российская скрипачка. Народная артистка Российской Федерации (2002).

## Биография
Начала заниматься музыкой в шестилетнем возрасте в Харьковской средней специализированной музыкальной школе при Консерватории (по классу А.Козловичера), затем училась в Ленинграде и Москве. Первое публичное выступление — в возрасте 8 лет, исполнила с симфоническим оркестром произведения Баха. Окончила Московскую консерваторию им. П. И. Чайковского. В 1970 году была победителем конкурса Чайковского, заняв четвёртое место. 
В 1972 году выиграла Международный конкурс скрипачей имени Венявского. 
С 1974 года являлась солисткой Москонцерта.
В 1976 году вошла в состав рок-группы «Бумеранг», а затем в рок-группу «Форпост». 
Служила регентом в церкви. В 1978—1988 годах ей были запрещены публичные выступления, выезд за границу. 
Тем не менее в 1982 году она создала ансамбль «Академия старинной музыки», быстро приобретший известность.
С 1989 года широко концертирует в России и за рубежом. 
В 1999 году создала камерный ансамбль «OPUS POSTH».
Брат — Анатолий (род. 1950) — гамбист и хормейстер, руководитель коллектива «Древнерусский распев» (1983), основная задача которого — пропаганда древних традиций русского церковного пения на концертной эстраде.
Муж — композитор Владимир Мартынов. Была замужем за скрипачом Гидоном Кремером.

## Репертуар
В репертуаре скрипачки — музыка барокко, сочинения новейших российских и зарубежных композиторов.

## Творческие контакты
Выступает с крупнейшими оркестрами мира. Среди партнеров Гринденко были такие исполнители, как К. П. Кондрашин, Курт Мазур, Курт Зандерлинг, Геннадий Рождественский, Юрий Темирканов, Владимир Федосеев, Владимир Ашкенази, Франс Брюгген, Хайнц Холлигер, Мстислав Ростропович, Валерий Афанасьев, Юрий Башмет, Гидон Кремер, с которым она состояла в браке, Алексей Борисович Любимов, Андреас Штайер. Ей посвящали сочинения Альфред Шнитке, Арво Пярт, Луиджи Ноно, Валентин Сильвестров, Вячеслав Артёмов, Александр Бакши, Владимир Мартынов, Иван Соколов, Павел Карманов.
Многолетнее сотрудничество связывает Т. Гринденко с Владимиром Мартыновым.
Ансамбль "OPUS POSTH" под управлением Татьяны Гринденко принимал участие в записи альбома Леонида Фёдорова и Владимира Волкова «Таял».

## Признание
- Первая Премия и Золотая Медаль Всемирного Конкурса молодых исполнителей в Софии (1968)
- Четвёртая премия IV Международного конкурса имени П. И. Чайковского в Москве (1970)
- Первая премия Международного Конкурса имени Г. Венявского в Польше (1972)
- Народная артистка Российской Федерации (2002)[2].
- Заслуженная артистка РСФСР (1991)[7]
- Государственная премия Российской Федерации (2002, вместе с В. Мартыновым)
- Благодарность Министра культуры и массовых коммуникаций Российской Федерации (2006) — за многолетнюю плодотворную деятельность и заслуги в области музыкального искусства[8].
- Благодарность Президента Российской Федерации (2011) — за заслуги в области культуры и многолетнюю плодотворную работу[9]